# گرگ سیاه (کمیک)
گرگ سیاه (به انگلیسی: Blackwulf) یک شخصیت خیالی در کتاب‌های کامیک منتشر شده توسط مارول کامیکس است. این شخصیت به دست گلین هردلینگ و انجل مدینا خلق شده‌است؛ و در ضربهٔ صاعقه شماره ۶ام (مارس ۱۹۹۴) معرفی شد.
جدا از کتاب‌های کامیک، شرکت مارول از گرگ سیاه در دیگر کالاهای خود از جمله پوشاک، اسباب‌بازی، ورق بازی، انیمیشن‌های تلویزیونی و بازی‌های رایانه‌ای استفاده کرده است.